# Експлозия в Рянган
Експлозията в Рянган е голям взрив, станал на 9 септември 2004 година в северната провинция Рянган, КНДР. И до днес се спори върху причините за експлозията.

## Взривът
Експлозията е станала близо до град Йончо-ри, община Кимхенчик, провинция Рянган. Теренът там е предимно планински, Йончо-ри се намира на 30 километра от границата с Китай. В района има фабрики за боеприпаси, и предполагаем подземен завод за обогатяване на уран. На 10 километра североизточно от мястото на взрива е разположена ракетна база.
На 9 септември 2004 година, когато се празнуват 56 години от създаването на Северна Корея, е засечена сеизмична активност край Йончо-ри, последвана от 4-километров облак с формата на гъба. Въпросният облак е бил забелязан в 11:00 часа от шпионски сателит, който впоследствие фотографира и кратер на мястото на експлозията.

## Реакции
Вестта за взрива не е разпространена по целия свят до 12 септември, когато южнокорейската агенция Йонхап цитира китайски източник, който твърди, че наистина е имало образуване на облак с формата на гъба. Съмненията за произхода на експлозията се подхранват от факта, че всички севернокорейски медии мълчат по въпроса, тъй като подобни инциденти в КНДР не се съобщават публично. Пример за това е влаковата катастрофа в Рьончон по-рано същата година.
Появяват се спекулации, че експлозията е била ядрена, но те бързо са отхвърлени. Не са били засичани радиоактивни частици в атмосферата след събитието.

### От страна на Северна Корея
Севернокорейското правителство отрича експлозията да е била ядрена. Външният министър на страната Пек Нам-Сун обяснява, че взривът е бил „целенасочено разрушаване на планина като част от голям водноелектрически проект“. На 13 септември Северна Корея обявява, че ще бъде разрешено на британския посланик Дейвид Слин да посети мястото на взрива. Други дипломати от Великобритания, Швеция, Полша, Германия, Монголия, Чехия и Русия също са били допуснати, и при посещението си на 16 септември те наистина са видели строежа на голяма ВЕЦ в начален стадий. Южна Корея обаче казва, че дипломатите са били на погрешно място, което се намира на около 100 км от първоначалния предполагаем епицентър на експлозията.

### От страна на Южна Корея
На 17 септември южнокорейският заместник-министър на обединението Ри Бон-Чо отрича да е имало каквато и да било експлозия в северната провинция Рянган, и че облакът се е оразувал вследствие на горски пожар. Буквално часове след това изявление, Корейската Агенция за Изследване на Земетресенията обявява, че единствената сеизмична активност в Рянгчан е била на 100 км от мястото на взрива, в района на вулкана Бекду, на 8 септември от 23:24 часа местно време.

## Причини
Тъй като до известна степен има съмнения за това дали е имало взрив или не, се появяват спекулации за причината на взрива.
- Взрив на вид мощен експлозив.
- Горски пожар. Според Кондолиза Райс това е било „вид горски пожар“. Южнокорейската агенция Йонхап също цитира източник, който твърди че събитието е било горски пожар. Въпреки това горските пожари не оставят кратери и не причиняват сеизмична активност, макар да бъде възможно един горски пожар да се появи вследствие на мощна експлозия.
- Целенасочено разрушение. Най-вероятната хипотеза е разрушаването на планина, както севернокорейското правителство твърди.
- Изпробване на вид много мощен експлозив с цел калибриране на прибори за бъдещ ядрен опит.
- Взрив на бракувани боеприпаси или на склад с експлозиви.
- Целенасочена акция на някой от враговете на Северна Корея – опит за унищожаване на предполагаем завод за обогатяване на уран в района.

Никоя от горепосочените хипотези не може да бъде доказана, макар всички представители на властта от страните в региона и западните страни да са абсолютно сигурни всяка в своето твърдение. Единственото сигурно нещо е, че тези страни, чийто правителства знаят истината за инцидента, не желаят тя да бъде обявена публично. Изявлението на севернокорейски дипломати през 2005 година че страната притежава ядрени оръжия донякъде подхранват тезата, че експлозията е била ядрена. Първият севернокорейски ядрен опит е извършен на 9 октомври 2006 година.